# Aleksandr Piskarëv
Aleksandr Michajlovič Piskarëv (in russo Александр Михайлович Пискарёв?, angl. Alexandr Piskaryov; Ivanovo, 18 novembre 1948) è un allenatore di calcio ed ex calciatore russo, fino al 1991 sovietico, di ruolo attaccante.

## Carriera

### Club
Durante la sua carriera veste le maglie di Tekstilščik Ivanovo, Spartak Mosca, Rostov, Lokomotiv Kaluga, Spartak Ryazan e Krasnaya Presnya.
Debutta nel 1968 con il Textilschik, società della sua città natale, riuscendo a farsi notare nel 1970 in seconda divisione quando sigla 13 reti in 39 giornate di campionato. Nella stagione seguente passa allo Spartak Mosca, dove conquista subito una coppa nazionale. Nel 1973 si piazza al quarto posto tra i marcatori con 12 reti, realizzandone 10 nell'annata successiva. Dopo cinque anni si trasferisce al Rostov, in seconda divisione, per poi passare al Lokomotiv Kaluga e allo Spartak Ryazan (dove mantiene una media reti/partita di 0,5), ponendo fine alla carriera da calciatore nel Krasnaya Presnya di Mosca. Totalizza più di 300 presenze e 112 reti con i club, 118 incontri e 33 gol nella massima divisione sovietica con la maglia dello Spartak Mosca.
Nel 1981 inizia la sua carriera da allenatore ripartendo dal Krasnaya Presnya. Tra il 1985 e il 1997 allena le Under-18 sovietica e russa conquistando due vittorie nel 1988 e nel 1990 nel campionato europeo di categoria. Ritorna ad allenare una società calcistica a distanza di 16 anni, andando ai lituani del Kareda: vince la coppa nazionale nella stagione 1998-1999. Nel 2000 è chiamato a guidare il Chimki, prima di trasferirsi alla Dinamo Minsk, al Mostransgaz Gazoprovod e all'Anzhi (che porta fino al sesto posto nel campionato di seconda divisione russa del 2003), per fare ritorno a Minsk, allenando l'MTZ-RIPA. In Bielorussia, nel 2005, vince la coppa nazionale.

## Palmarès

### Giocatore
- Kubok SSSR: 1

Spartak Mosca: 1971

### Allenatore
- Campionato europeo di calcio Under-19: 2

Cecoslovacchia 1988, Ungheria 1990
- Lietuvos Taurė: 1

Kareda Šiauliai: 1998-1999
- Kubak Belarusi: 1

MTZ-RIPA Minsk: 2005